# Blur (album)
Az 1997-es Blur a Blur ötödik nagylemeze. A brit albumlista élére került. Amerikában is sikereket ért, a Song 2 sláger lett, míg a lemez arany minősítést kapott. Az album szerepel az 1001 lemez, amit hallanod kell, mielőtt meghalsz című könyvben.

## Az album dalai
|     | Cím                                       | Szerző(k)                                              | Hossz |
| --- | ----------------------------------------- | ------------------------------------------------------ | ----- |
| 1.  | Beetlebum                                 | Damon Albarn, Graham Coxon, Alex James, Dave Rowntree  | 5:04  |
| 2.  | Song 2                                    | Damon Albarn, Graham Coxon, Alex James, Dave Rowntree  | 2:02  |
| 3.  | Country Sad Ballad Man                    | Damon Albarn, Graham Coxon, Alex James, Dave Rowntree  | 4:50  |
| 4.  | M.O.R.                                    | Albarn, David Bowie, Coxon, Brian Eno, James, Rowntree | 3:27  |
| 5.  | On Your Own                               | Damon Albarn, Graham Coxon, Alex James, Dave Rowntree  | 4:26  |
| 6.  | Theme from Retro                          | Damon Albarn, Graham Coxon, Alex James, Dave Rowntree  | 3:37  |
| 7.  | You'ee So Great                           | Coxon                                                  | 3:35  |
| 8.  | Death of a Party                          | Damon Albarn, Graham Coxon, Alex James, Dave Rowntree  | 4:33  |
| 9.  | Chinese Bombs                             | Damon Albarn, Graham Coxon, Alex James, Dave Rowntree  | 1:24  |
| 10. | I'm Just a Killer for Your Love           | Damon Albarn, Graham Coxon, Alex James, Dave Rowntree  | 4:11  |
| 11. | Look Inside America                       | Damon Albarn, Graham Coxon, Alex James, Dave Rowntree  | 3:50  |
| 12. | Strange News from Another Star            | Damon Albarn, Graham Coxon, Alex James, Dave Rowntree  | 4:02  |
| 13. | Moin' On                                  | Damon Albarn, Graham Coxon, Alex James, Dave Rowntree  | 3:44  |
| 14. | Essex Dogs (az Interlude rejtett számmal) | Damon Albarn, Graham Coxon, Alex James, Dave Rowntree  | 8:08  |

## Közreműködők
- Damon Albarn – ének, billentyűk
- Graham Coxon – gitár, ének
- Alex James – basszusgitár
- Dave Rowntree – dob, ütőhangszerek

## Fordítás
Ez a szócikk részben vagy egészben a Blur (Blur album) című angol Wikipédia-szócikk ezen változatának fordításán alapul.  Az eredeti cikk szerkesztőit annak laptörténete sorolja fel. Ez a jelzés csupán a megfogalmazás eredetét és a szerzői jogokat jelzi, nem szolgál a cikkben szereplő információk forrásmegjelöléseként.